# 武汉化学工业区
为配合中石化在武汉的80万吨乙烯项目建设，武汉市政府成立武汉化工区管委会，作为武汉市政府的派出机构，统一行使武汉化学工业区规划和管理职能，在所辖区域内行使相关政府职能。
武汉化学工业区已于2018年并入青山区并挂牌“武汉市青山区人民政府（武汉化工区管委会）”。

## 地理位置
武汉化工区位于武汉市主城区东北部，东、北向紧邻长江，南接东湖高新区左岭镇和花山街、西至青山区白玉山街和武钢工业港，托管洪山区建设乡全部（现八吉府街办事处），和洪山区花山镇的部分地域（现清潭湖办事处），总面积达71.64平方公里。

## 规划布局
武汉化工区的北湖产业组团，以核心项目80万吨/年乙烯为产业主导，配套布局下游产品加工园区、港口物流园区以及生产性服务中心等，建设用地规模30.5平方公里。